# Mojmír Prokop
Mojmír Prokop (15. dubna 1928 Krušovice – 18. dubna 2024 České Budějovice), byl český meteorolog, skaut a první polistopadový představitel města České Budějovice.

## Život
V Havlíčkově Brodě studoval na gymnáziu a byl členem skautského oddílu (přezdívka Pax). V roce 1945 se přestěhoval do Českých Budějovic. Působil jako pedagog na Vysoké škole zemědělské v Českých Budějovicích, odkud však musel v 70. letech z politických důvodů odejít. Byl amatérským pilotem a na letišti Hosín vykonával práci meteorologa. V listopadu 1989 jako první vystoupil na budějovickém náměstí a stal se mluvčím Občanského fóra. Následně se stal prvním polistopadovým předsedou národního výboru s tím, že ve funkci setrvá maximálně rok.
Během tohoto roku spoluzakládal pobočku Rotary klubu, skautské středisko Walden a jako starosta se zasloužil o výstavbu centra Arpida.